# Jacques Follon
Jacques Follon, né à Liège en 1948 et mort le 20 juin 2003, est un universitaire belge spécialisé dans l'histoire de la philosophie antique et médiévale.

## Formation
Diplômé de l'école normale moyenne de Liège, Jacques Follon étudie la philosophie à Louvain, où il devient licencié et docteur en philosophie.

## Biographie
Professeur à L'Université catholique de Louvain et chercheur au Centre De Wulf-Mansion, Jacques Follon s'est principalement illustré dans l'exégèse d'Aristote, dont il a traduit le Protreptique et le premier livre de la Métaphysique. En 1984, il recueille sous le titre Études aristotéliciennes tous les articles de Suzanne Mansion, disparue quelques années plus tôt, dont il avait été l'assistant. En 1988, il devient le directeur administratif du Centre De Wulf-Mansion et l'assistant de James McEvoy. Avec ce dernier, il éditera un grand nombre d'ouvrages sur la pensée antique et médiévale : d’abord les actes du colloque Finalité et intentionnalité : doctrine thomiste et perspectives modernes, qui s'était tenu du 21 au 23 mai 1990 à Louvain et Louvain-la-Neuve ; ensuite un recueil d’articles sur la philosophie médiévale ; enfin deux volumes de textes sur l'amitié, de l'Antiquité à la Renaissance. On lui doit en outre une traduction du Plato's Progress de Ryle. Il a également collaboré à l'édition bilingue que Gerd Van Riel a donné du Commentaire sur le Philèbe de Platon de Damascius. Il meurt à 55 ans des suites d'une grave maladie.

### Œuvres
- Guide bibliographique des études de philosophie, Louvain-la-Neuve, Peeters, « Bibliothèque philosophique de Louvain », 1993.
- Suivre la divinité : Introduction à L'esprit de La philosophie ancienne, Louvain-la-Neuve, Peeters, 1996.
- L'oiseau de Minerve : introduction à l'étude de la philosophie, Louvain-la-Neuve, Peeters, 2002.

### Traductions
- Aristote, Le Protreptique, Paris, Mille et une nuits, « Petite collection », 2000.
- Aristote, Livre Alpha de la Métaphysique, Paris, Mille et une nuits, « Petite collection », 2002.
- Gilbert Ryle, L'itinéraire de Platon, préface de Monique Dixsaut, Paris, Vrin, "Analyse et philosophie", 2003.

### Éditions d'ouvrages collectifs
- Avec James McEvoy, Finalité et intentionnalité : doctrine thomiste et perspectives modernes, Actes du colloque de Louvain-la-Neuve et Louvain, Louvain-la-Neuve, Peeters/  Paris, Vrin, "Bibliothèque philosophique de Louvain", 1992.
- Avec James McEvoy, Actualité de la pensée médiévale : recueil d'articles, Louvain-la-Neuve, Édition de l'institut supérieur de philosophie, Paris, Peeters, "Philosophes médiévaux", 1994.
- Avec James McEvoy, Sagesses de l'amitié : anthologie de textes philosophiques anciens, Fribourg, Cerf, "Vestigia", 1997.
- Avec Michel Bastit, Essais sur la théologie d'Aristote : actes du colloque de Dijon, Louvain-la-Neuve, Édition de l'institut supérieur de philosophie, Paris, Peeters, « Aristote : traduction et études », 1998.
- Avec Michel Bastit, Logique et métaphysique dans l'Organon d'Aristote : actes du colloque de Dijon, Édition de l'institut supérieur de philosophie, Paris, Peeters, "Aristote: traduction et études", 2001.
- Avec James McEvoy, Sagesses de l'amitié : anthologie de textes philosophiques patristiques, médiévaux et renaissants, Fribourg, Cerf, "Vestigia", 2003